# توماس بييل ديفيس
توماس بييل ديفيس هو سياسي أمريكي، ولد في 25 أبريل 1828 في بالتيمور في الولايات المتحدة، وتوفي في 26 نوفمبر 1911 في كيسير في الولايات المتحدة. نشط حزبياً في الحزب الديمقراطي. وقد انتخب عضو مجلس النواب الأمريكي.